# Нижній Куюм
Нижній Куюм (рос. Нижний Куюм) — село Чемальського району, Республіка Алтай Росії. Входить до складу Узнезисинського сільського поселення.
Населення — 19 осіб (2015 рік).